# Buschvitz
Buschvitz er en kommune i det nordøstlige Tyskland, beliggende ca. 5 km nordøst for Bergen auf Rügen på øen Rügen. Kommunen er en del af Landkreis Vorpommern-Rügen. Landkreis Vorpommern-Rügen ligger i delstaten Mecklenburg-Vorpommern. Kommunen er beliggende i udkanten af landområdet Muttland ved Kleiner Jasmunder Bodden.
Kommunen består af følgende byer: (i nutiden er der i alle byer foruden private huse også ferieboliger og hoteller)
- Buschvitz var tidligere et landbrugs og fiskerleje og er i nutiden et attraktivt boligområde for tilflyttere fra den kun ca. 5 kilometer beliggende kreds-by Bergen. De mange hvidpudsede stråtækkede huse har bevaret fiskerlejets karakter.
- Prisvitz nævnes første gang skriftligt omkring 1300. Fra 1338 indtil Reformationen måtte indbyggernes betale skat til klosteret i Bergen. Godset var siden det 14. århundrede i familien Bonows besiddelse. 1699 døde Bogislav Moritz von Bonow og dermed uddøde den gamle adelsslægt. Fra 1702 til 1836 kom godset i familien von Barnekow auf Kubbelkows besiddelse. Godset er nu nedlagt og i nutiden har landsbyen Prisvitz kun få indbyggere.
- Stedar (56 indb.) ved Kleiner Jasmunder Bodden. Byen blev første gang nævnt 1304. De første beboere var familien von Vitzen. I det 17. århundrede blev der bygget et godshus på en markstensokkel. 1829 blev den kun betegnet som en gård. Senere tilhørte gården grev von Douglas Ralswiek.
- Strüßendorf ligger i et bakket område nord for Bergen. Landsbyens første indbyggere var medlemmer af familien Strützemann. Siden 1334 viser dokumenter at landsbyen tilhørte kirken Marienkirche i Bergen; kirken ejede grundene og jorden, mens bønderne ejede gårdene. I det 15. århundrede var der kun en gård i landsbyen, 1418-20 anlagde en præst fra Bergen endnu en gård og 1577 var der tre gårde og et hus. 1867 var der kun to gårde tilbage.

## Historie
Området Buschvitz var indtil 1326 en del af det danske fyrstedømme Fyrstendømmet Rügen og derefter en del af hertugdømmet Pommern. Med den Westfalske fred fra 1648 blev Rügen og dermed området Buschvitz en del af Svensk Forpommern. 1815 kom Buschvitz som en del af Neuvorpommern til den preussiske provins provinsen Pommern.
Siden 1818 hørte Buschvitz til Landkreis Rügen. Kun i årene fra 1952 til 1955 hørte den til kredsen Kreis Bergen. Kommunen tilhørte derefter indtil 1990 til Kreis Rügen i området Bezirk Rostock.

## Seværdigheder
- I udkanten Stedar begynder en kirsebærallé, som mange kunstmalere har benyttet som motiv. Ved alléns slutning når man halvøen Pulitz
- Kleiner Jasmunder Boddens vandareal er på ca. 28 km² og er mod nord begrænset af halvøen Jasmund. Dens saltindhold er lavere end ved Großen Jasmunder Bodden, da der ikke er et direkte afløb til Østersøen.
- Område med gravhøje nordvest for Buschvitz
- På halvøen Pulitz går der en vandresti gennem det fredede naturområde Pulitz. (Fra den 15. januar til 15. juli er der ingen adgang til stien, da der i nærheden af stien befinder sig en havørnerede)
- Ossen er et lavvandet sø og moseområde, beliggende i fugtområdet Brunitzer Bruch. Søen og området omkring den har siden 1835 været kunstig afvandet. 2017 blev pumpeværket nedlagt, som muliggjorde et frit afløb til Kleiner Jasmunder Bodden. Søen er en del af det fredede naturområde Nordrügensche Bodden og Nonnensee. Området blev 2011 anerkendt som et nationalt naturområde (Nationales Naturerbe) og huser mange delvise truede fuglearter som havørn, trane, isfugl, rørdrum og engsnarre[1].

- Til højre Kleiner Jasmunder Bodden
- Busholdeplads i Buschvitz fra 1974
- Det lavvandede havområde Kleiner Jasmunder Bodden